# Flores (Buenos Aires)
Flores é um bairro da cidade Buenos Aires da Argentina, localizado em seu centro geográfico.
No início do século XVII veio a Buenos Aires, do Peru, Don Mateo Leal de Ayala, que adquiriu uma grande propriedade de 500 metros em área pertencente Pago de La Matanza. Em 1790, depois de vários proprietários, Juan Diego Flores era o dono da maior parte da fazenda original. Foi seu herdeiro, Ramon Flores, que junto com seu empresário e amigo Antonio Millán, cristalizou o nascimento da cidade, cujo nome já era chamado generalizadamente como "terra das flores". Em 1806, os proprietários doaram um bloco para a igreja, reservando outra terra para a praça e de outras entidades públicas. As terras restantes foram divididos em blocos de 16 lotes, a partir de 1808 as vendas. O nome da cidade já estava oficialmente em 1806, a criação da paróquia de San José de Flores, cuja pessoas nasceram em ambos os lados de Camino Real (hoje Avenida Rivadavia), obrigatória para quem viaja para o oeste viagem. Quatro anos depois, o partido surgir San José de Flores. O bairro teve desde a sua criação cemitério próprio, que por estar em uma área central teve de ser transferida mais tarde, em 1871, finalmente, se inaugurou o atual.

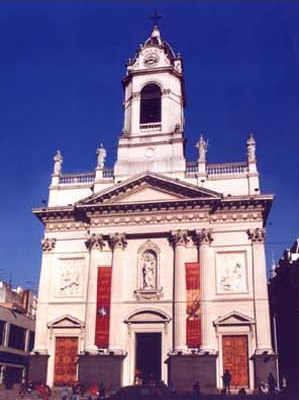
Basílica San José de Flores